# Ansaldo SVA
Pour les articles homonymes, voir Ansaldo (homonymie).
L'Ansaldo SVA est un avion militaire de la Première Guerre mondiale.

## Histoire

### Le contexte historique
Durant l'été 1916, la "Direction de l'Aviation Militaire" de la Regia Aeronautica italienne lance un appel d'offres pour la fabrication d'un avion de type "SV" - avion de chasse léger à haut rendement aérodynamique, conçu par les spécialistes du génie de la D.T.A.M., les ingénieurs Umberto Savoia et  Rodolfo Verduzio avec la coopération du jeune élève de Verduzio, Celestino Rosatelli qui deviendra ensuite le grand concepteur aéronautique spécialiste de Fiat Aviazione.
La société Gio. Ansaldo & Cie remporta l'appel d'offres et reçu la commande pour livrer 40 à 60 appareils par mois. Lors de la mise au point du contrat, il fut stipulé qu'un prototype devait être fabriqué avant le lancement de la production en série. La société "Gio. Ansaldo & Co" commença à chercher des locaux et des équipements pour la production de masse. La décision fut alors prise de créer une société indépendante Ansaldo Aeronautica Società Anonima qui intégra la division existante du groupe Ansaldo, "Cantieri aeronautici di Borzoli". 

### Le projet
Le premier prototype appelé SV, puis peu après renommé SVA.1, a volé le 19 mars, 1917. L'avion était un biplan à aile haute plus importante que l'aile basse. avec une structure en bois et le fuselage en contreplaqué peint. Les ailes étaient enveloppées dans une toile de lin peinte. La cabine ouverte monoplace. Le fuselage était très fin et aérodynamique. Trois exemplaires de présérie ont suivi ce premier prototype.
Les essais réalisés sur le SVA ont montré une excellente vitesse mais une maniabilité en léger retrait par rapport aux modèles en service. Il fut alors décidé de valider la production de l'avion mais d'utiliser cette version pour la reconnaissance aérienne. Le premier appareil de série, baptisé SVA.2, a été livré à l'automne 1917. 65 appareils ont été utilisés principalement pour la formation des pilotes. 
L'un des meilleurs avions de reconnaissance de la fin de la guerre fut le SVA 5. Il participa au raid historique sur Vienne, ou 8 avions de la 87e escadrille survolèrent pendant 1/2 heure la capitale autrichienne, lançant des tracts et prenant des photos.
Il était rapide, robuste et doté d'une grande autonomie, mais trop peu maniable pour être utilisé comme chasseur
Il fut conçu par les ingénieurs Savoja, Verduzio et Rosatelli. La première version fut le SVA 4 suivi par le type 5. L'autonomie de ces 2 avions était différente (4 heures pour le 4, 6 heures pour le 5).
Ils équipèrent 6 escadrilles, participèrent à de nombreuses missions comme le vol de reconnaissance sur Friedrichshafen.
On réalisa 2 versions biplaces: Le SVA 9 destiné à l'entraînement et le SVA 10 destiné à la reconnaissance armée et au bombardement léger.
Au total, ce sont plus de 2 000 appareils qui ont été fabriqués par Ansaldo Aeronautica.